# Kim Jin-su
Kim Jin-su (13 de junho de 1992) é um futebolista profissional sul-coreano que atua como defensor.

## Carreira
Kim Jin-su representou a Seleção Sul-Coreana de Futebol na Copa da Ásia de 2015.